# Ochodaeus rugatus
Ochodaeus rugatus es una especie de coleóptero de la familia Ochodaeidae.

## Distribución geográfica
Habita en Colombia.